# Band of Susans
Band of Susans fue una banda estadounidense de Noise Rock formada en Nueva York en el año 1986. Originalmente estaba formada por Robert Poss (guitarrista/vocalista), Susan Stenger (bajo/vocalista), Ron Spitzer (batería), Susan Lyall (guitarrista), Susan Tallman (guitarrista) y Alva Rogers (vocalista). La banda sufrió muchas modificaciones a través de los años, sobre todo con la ida y venida de guitarristas. Poss, Stenger, y Spitzer fueron los únicos miembros constantes.

## Historia
Desde principios a mediados de los 80, Robert Poss estudió bajo la tutela del compositor y guitarrista de Avant Garde Rhys Chatham y tocó en las bandas Tot Rocket y Western Eyes. Tomó el nombre de las numerosas Susans de la alineación, Band of Susans el EP de 12" Blessing And Curse en el propio sello de Poss Trace Elements. Una fiesta de lanzamiento (también se dice que fue el primer concierto de la banda) agendado en el The Love Club de NYC el 31 de enero de 1987, BoS abrió para una banda llamada Das Furlines. Ellos prontamente ficharon por Blast First una imprenta avant garde del sello británico Mute Records.
Después del lanzamiento del álbum debut Hope Against Hope; Rogers, Lyall and Tallman se van y fueron reemplazados por Karen Haglof (guitarra) y Page Hamilton (guitarra). Esta alineación grabó el álbum Love Agenda y el Ep Hope Against Hope, en el que destacó la versión de Gang of Four "I Found That Essence Rare". Los dos nuevos guitarristas salen, con Hamilton formando rápidamente a Helmet. Anne Husick (guitarra) y Mark Lonergan (guitarra) se unen a BoS produciéndose la alineación "clásica" de la banda que grabó tres álbumes y un EP, todos ellos en Restless Records.

## Características sonoras
En su historia tuvo ocho guitarristas en total (y nunca menos de tres activos en cualquier alineación), Band of Susans fue un grupo muy centrado en la guitarra eléctrica. Generalmente, son incluidos en la abrasiva escena post-New Wave de New York el cual produjeron Sonic Youth, Glenn Branca, Live Skull, and Swans. Habitualmente usaron guitarras de la marca G&L que aparecen en muchas de las portadas de sus discos; Fender Jazzmaster, y amplificadores Park (una marca económica creada por Marshall). El propietario de G&L Leo Fender fue un devoto fan de la banda y posteriormente se hizo amigo de Robert Poss. Musicalmente, BoS organizaban a sus guitarristas en proporcionar una abrumadora muralla de feedback y capas de ruido de guitarra encima de sus canciones con estructura convencional. Debido a su amor por las texturas atmosféricas, la banda a menudo fue considerada un miembro periférico del movimiento shoegazing, sin embargo, tenían un sonido más abrasivo, mucho más cercano a sus contemporáneos de Nueva York que muchas bandas del género shoegazing, principalmente británicas. Como bandas de shoegazing como My Bloody Valentine, Band of Susans fueron destacadas por tocar a volumen extremadamente alto para recrear el impacto visceral de sus álbumes de estudio. En una entrevista con Robert Poss, notó similitudes entre el shoegaing y el hipnótico paisaje sonoro de Band of Susans, diciendo que "My Bloody Valentine eran nuestros contemporáneos, nosotros tocamos en ellos en Europa y en los Estados Unidos en 1989. Contrario a su tendencia experimental, Poss era un gran fan de Rolling Stones, el cual lo manifestó en covers de las canciones "Child Of The Moon" and "Paint It, Black"

## Después de la separación
Después de la disolución de la banda en 1996, Poss y Stenger tocaron con Bruce Gilbert de Wire como Gilbertpossstenger y un álbum se lanzó bajo ese nombre. Poss y Stenger trabajaron extensamente con el compositor Phill Niblock. Poss se concentró en la producción de un álbum solista, mientras Stenger tocó en vivo en The Creatures por un periodo y trabajó con Nick Cave, John Cale and Alan Vega (Suicide) entre otros. Ella tiene un conjunto de bajistas, Big Bottom, y también colaboró con el coreógrafo Michael Clark, el autor Iain Sinclair y el artista visual Cerith Wyn Evans. Su instalación musical de 96 días Soundtrack For An Exhibition abrió en el Le Musée d'Art Contemporain en Lyon, Francia, el 7 de marzo de 2006 e incluía aportes de Robert Poss, Alan Vega, Alexander Hacke, Kim Gordon, Mika Vainio, Ulrich Krieger y Jennifer Hoyston entre otros.
Poss lanzó un par de álbumes en solitario Distortion Is Truth y Crossing Casco Bay el 2002.

## Discografía

### Álbumes
- Hope Against Hope (Blast First, 1988)
- Love Agenda (Blast First/Restless, 1989)
- The Word and the Flesh (Restless, 1991)
- Veil (Restless/Enigma, 1993)
- Here Comes Success (Restless/Blast First/World Service, 1995)

### EP, Singles
- Blessing and Curse 12" (Trace Elements, 1987)
- Hard Light 12" (Blast First) UK; promo-only
- The Peel Sessions (Strange Fruit/ Dutch East India, 1992)
- Now (Restless/ Enigma, 1992)
- "Mood Swing" b/w "The Last Temptation Of Susan (edit)" 7" single (1993) (on maroon vinyl)

### Compilados
- Wired For Sound (Double CD spanning 1986 to 1993; one disc has only songs with vocals, the other has only instrumental songs) (Blast First, 1995)

### Robert Poss
- Sometimes (cassette) (Trace Elements, 1986)
- Inverse Guitar (w/ Nicholas Collins) (cassette) (Trace Elements, 1988)
- Crossing Casco Bay (Trace Elements, 2002)
- Distortion Is Truth (Trace Elements, 2002)

### gilbertpossstenger
- manchesterlondon (WMO, 2000)